# Pérouse
Pérouse is een gemeente in het Franse departement Territoire de Belfort (regio Bourgogne-Franche-Comté) en telt 929 inwoners (2005). In het Elzassisch of het Duits heette de plaats vroeger Pfeffershausen. De gemeente maakt deel uit van het arrondissement Belfort en sinds 22 maart 2015 van het op die dag gevormde kanton Bavilliers. Voor die dag viel de gemeente onder het op diezelfde dag opgeheven kanton Danjoutin.

## Geografie
De oppervlakte van Pérouse bedraagt 5,0 km², de bevolkingsdichtheid is 185,8 inwoners per km².
De onderstaande kaart toont de ligging van Pérouse met de belangrijkste infrastructuur en aangrenzende gemeenten.

## Demografie
Onderstaande figuur toont het verloop van het inwonertal (bron: INSEE-tellingen).